# Кубок Лихтенштейна по футболу 2005/2006
Кубок Лихтенштейна по футболу 2005/06 (нем. Liechtensteiner Cup 2005/06) — 61-й сезон ежегодного футбольного соревнования в Лихтенштейне. Победитель кубка квалифицируется в квалификационный раунд Кубок УЕФА 2006/07. Обладателем кубка в 35-й раз в своей истории стал Вадуц.

## Первый раунд
Матчи состоялись 13 и 14 сентября 2005 года.
| Хозяева       | Счёт | Гости          |
| ------------- | ---- | -------------- |
| Вадуц III     | 2:3  | Эшен-Маурен II |
| Шан II        | 3:4  | Шан            |
| Бальцерс II   | 2:0  | Тризенберг     |
| Тризенберг II | 0:6  | Эшен-Маурен    |
| Тризен II     | 0:9  | Бальцерс       |
| Руггелль II   | 0:3  | Шан            |
| Вадуц II      | 0:3  | Тризен         |
| Шан III       | 0:12 | Вадуц          |

## 1/4 финала
Матчи состоялись 18 и 19 октября 2005 года.
| Хозяева     | Счёт | Гости       |
| ----------- | ---- | ----------- |
| Шан         | 1:2  | Бальцерс    |
| Тризен      | 0:4  | Эшен-Маурен |
| Бальцерс II | 0:12 | Вадуц       |
| Эшен-Маурен | 1:2  | Руггелль    |

## 1/2 финала
Матчи состоялись 8 и 9 ноября 2005 года.
| Хозяева     | Счёт | Гости    |
| ----------- | ---- | -------- |
| Руггелль    | 1:2  | Бальцерс |
| Эшен-Маурен | 1:3  | Вадуц    |

## Финал
Финал состоялся 17 апреля 2006 года на стадионе Райнпарк в Вадуце.
| Хозяева | Счёт       | Гости    |
| ------- | ---------- | -------- |
| Вадуц   | 4:2 (д.в.) | Бальцерс |